# 1945 en Argentine

## Événements

### Mars
- 27 mars : l'Argentine déclare la guerre à l'Allemagne et au Japon.

### Mai
- 19 mai : arrivée de Spruille Braden dans le pays.

### Juin
- 16 juin : publication du Manifeste du commerce et de l’industrie par l'opposition.
- 26 juin : fondation de l'ONU avec 50 autres Etats.

### Septembre
- 19 septembre : une Marche pour la constitution et la liberté rassemblant près de 400000 personnes est organisée dans les rues de Buenos Aires. La foule demande un changement de gouvernement. À la suite de cela, ce dernier décide la tenue d'élections[1]. Cette manifestation déclenche de nombreuses émeutes militaires contre le pouvoir.

### Octobre
- 9 octobre : Juan Peron est forcé de démissionner de son poste de Vice-président, de secrétaire au Travail et à la prévoyance et de Ministre de la Guerre. Il est arrêté et transféré sur l'île de Martin Garcia.
- 17 octobre : à la suite de manifestations populaires organisées par la CGT, Juan Peron est libéré. Cela marque la naissance du péronisme.

## Décès
- 30 janvier  : Pedro Paulet, premier scientifique à tester un moteur de fusée à ergols liquides
- 20 avril : Edmundo Pallemaerts, compositeur classique belge mort en Argentine
- 8 mai : Mario Gallo, réalisateur et producteur de cinéma argentin
- 7 juin : Fausto Eliseo Coppini, peintre italien mort en Argentine
- 17 novembre : Antonio Podestá, acteur de cinéma et de théâtre uruguayen mort en Argentine